# Karl Friedrich von Klöden

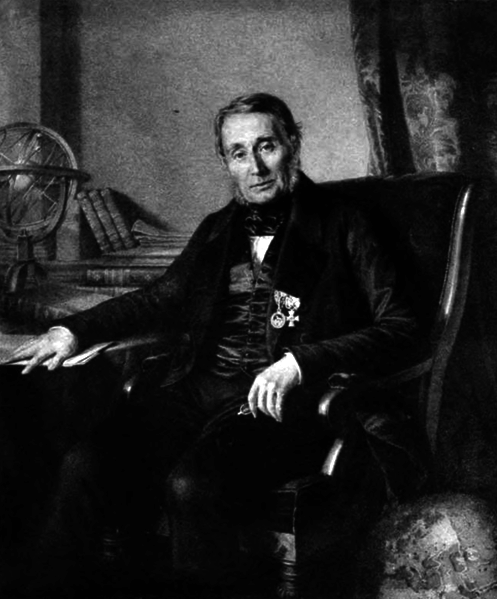
Karl Friedrich von Klöden

Karl Friedrich von Klöden (auch Kloeden) (* 21. Mai 1786 in Berlin; † 9. Januar 1856 ebenda) war ein deutscher Pädagoge, Historiker, Geograph, Geologe und Paläontologe.

## Biographie
Karl Friedrich Klöden, Sohn des preußischen Unteroffiziers Joachim Friedrich Klöden (1743–1809), der den Adelstitel bei der Schulanmeldung durch den Vater verlor, verbrachte seine Kindheit (1796–1800) zusammen mit einer Schwester  in Märkisch Friedland. In der Dorfschule lernte er Schreiben, einfaches Rechnen und die Bibel auswendig. Er erwarb sich autodidaktische Kenntnisse in Geographie, Geometrie, Latein, Französisch, Italienisch und Musik.
Nach einer Lehre als Vergolder bei einem Onkel in Berlin, wobei er auch das Stechen von Karten und Schriften lernte, bestritt er seinen Lebensunterhalt als privater Musiklehrer, Graveur für die Schroppsche Verlagsanstalt (die Karten verlegte) und als Lehrer für Formenlehre, Geometrie und Mineralogie an der Plamannsche Erziehungsanstalt in Berlin. Nebenher studierte Klöden Philosophie, Theologie, Mineralogie bei Christian Samuel Weiss und höhere Mathematik an der Berliner Universität. 1817 übernahm er die Stelle des Direktors und Ersten Lehrers am neu errichteten Potsdamer Lehrerseminar.
Von dort holte ihn das preußische Bildungsministerium als Leiter der 1824 gegründeten ersten städtischen Gewerbeschule, der Berliner Gewerbeschule. Bis 1855 hatte er dieses Amt inne, weshalb die Anstalt auch „Kloedensche Gewerbeschule“ genannt wurde. Daneben leitete er anfangs das Köllnische Realgymnasium, das als Alternative zur damals dominierenden, humanistischen Bildungsrichtung 1824 gegründet wurde. Nach einem Schlaganfall 1854 gab er 1855 die Leitung der Gewerbeschule auf.
Klöden selbst forschte zeitlebens zur Geografie in Europa und galt als vorzüglicher Kartograph, sammelte und bestimmte Mineralien, veröffentlichte über Geodäsie und Astronomie. Er war auch Geologe und Paläontologe und entdeckte die ersten Braunkohlevorkommen in Brandenburg. 1821 begründete er die Wetterbeobachtungen in Potsdam. Der Schwerpunkt seiner Forschungsarbeit lag auf der mittelalterlichen Geschichte Berlins und Brandenburgs. Außerdem veröffentlichte Klöden 1854 im Selbstverlag eine Familiengeschichte des Adelsgeschlechts Kloeden.
Er war Ordentliches Mitglied der Gesellschaft für Erdkunde, des Vereins für Brandenburgische Geschichte zu Berlin sowie Freimaurer und zeitweise Großmeister der Große Loge von Preußen genannt Royal York zur Freundschaft.
Er wurde auf dem Luisenstädtischen Friedhof in Berlin-Kreuzberg beigesetzt. Das Grab ist nicht mehr erhalten, im Gegensatz zum Grab seines Sohnes Gustav Adolf von Klöden.

## Familie
Er heiratete am 29. Oktober 1809 in Berlin Johanna Heyl (* 18. Dezember 1784; † 17. April 1857), eine Tochter des Lehrers Daniel Heyl. Das Paar hatte mehrere Kinder, darunter:
- Ida (* 6. Februar 1816; † 23. November 1886) ⚭ 1833 Friedrich Wilhelm Jähns (1809–1888)
- Gustav Adolf (* 24. Juni 1814 in Berlin; † 11. März 1885 in Berlin), Geograf ⚭ 1840 Karoline Frederike Minna Krause (* 24. April 1821; † 14. Juli 1897)
- Mathilde Amalie Friederike (* 25. Februar 1812 in Berlin; † 19. Mai 1894 in Berlin)
- Karl August (* 25. August 1810; † 14. Februar 1811)

## Ehrungen
Für seine Verdienste um die Entwicklung des Bildungswesens wurde er als Ritter des Roten Adlerordens 4ter Klasse zu seinen Lebzeiten ausgezeichnet. 1846 wurde er Ehrendoktor der Universität Berlin.
In Berlin-Kreuzberg ist seit 1891 die Kloedenstraße nach ihm benannt. An dem Haus (ehemalig Niederwallstraße 12), in dem er von 1824 bis 1855 lebte, erinnert eine Kupfertafel an Klöden.

## Schriften (Auswahl)
- Landeskunde von Palästina. Berlin 1817[1]
- Grundlinien zu einer neuen Theorie der Erdgestaltung, in astronomischer, geognostischer, geographischer und physikalischer Hinsicht. Berlin 1824[2]
- Die ältere Geschichte des Köllnischen Gymnasiums, bis zu seiner Vereinigung mit dem Berlinischen Gymnasium. Berlin 1825[3]
- Über die Gestalt und die Urgeschichte der Erde, nebst den davon abhängenden Erscheinungen in astronomischer, geognostischer, geographischer und physikalischer Hinsicht. Berlin 1829[4]
- Über die Steingeschiebe in naturhistorischer und technischer Hinsicht. Berlin 1830[5]
- Nachricht an das Publikum über den Zweck und die Einrichtungen der hiesigen städtischen Gewerbschule. Berlin 1830[6]
- Die Versteinerungen der Mark Brandenburg, die sich in den Rollsteinen und Blöcken der südbaltischen Ebene finden. Berlin 1834[7]
- Die Mark Brandenburg unter Kaiser Karl IV. bis zu ihrem ersten Hohenzollerschen Regenten, oder: Die Quitzows und ihre Zeit. 4 Teile. Berlin 1836–1837.
  - Die Mark Brandenburg unter Kaiser Karl IV. bis zu ihrem ersten Hohenzollerschen Regenten, oder: Die Quitzows und ihre Zeit. 1. Teil. Berlin 1836[8]
  - Die Mark Brandenburg unter Kaiser Karl IV. bis zu ihrem ersten Hohenzollerschen Regenten, oder: Die Quitzows und ihre Zeit. 2. Teil. Berlin 1836[9]
  - Die Mark Brandenburg unter Kaiser Karl IV. bis zu ihrem ersten Hohenzollerschen Regenten, oder: Die Quitzows und ihre Zeit. 3. Teil. Berlin 1836[10]
  - Die Mark Brandenburg unter Kaiser Karl IV. bis zu ihrem ersten Hohenzollerschen Regenten, oder: Die Quitzows und ihre Zeit. 4. Teil. Berlin 1837[11]
- Über die Entstehung, das Alter, und die früheste Geschichte der Städte Berlin und Kölln. Ein Beitrag zur Geschichte der Germanisirung slavischer Gegenden. Berlin 1839[12]
- Zur Geschichte der Marienverehrung besonders im letzten Jahrhunderte vor der Reformation in der Mark Brandenburg und Lausitz. Berlin 1840[13]
- Lebens- und Regierungsgeschichte Friedrich Wilhelms des Dritten Königs von Preußen. Berlin 1840[14]
- Erwiderung auf die Schrift des Herrn Ernst Fidicin. Die Gründung Berlins. Berlin (Gropius) 1841. S. X, 1–272.
- Diplomatische Geschichte des Markgrafen Waldemar von Brandenburg. 4 Teile. Berlin 1844–1845.
  - Diplomatische Geschichte des Markgrafen Waldemar von Brandenburg, vom Jahre 1295–1323. 1. Teil. Berlin 1844[15]
  - Diplomatische Geschichte des Markgrafen Waldemar von Brandenburg, vom Jahre 1295–1323. 2. Teil. Berlin 1844[16]
  - Diplomatische Geschichte des für falsch erklärten Markgrafen Waldemar von Brandenburg, vom Jahre 1345–1356. 1. Teil. Berlin 1845[17]
  - Diplomatische Geschichte des für falsch erklärten Markgrafen Waldemar von Brandenburg, vom Jahre 1345–1356. 2. Teil. Berlin 1845[18]
- Beiträge zur Geschichte des Oderhandels. 2. Stück. Berlin 1846[19]
- Der Sternenhimmel. Eine vollständige populäre Sternenkunde mit besonderer Beziehung auf die grosse Sternwandkarte des Landes-Industrie-Comptoirs. Weimar 1848[20]
- Nachrichten zur Geschichte des Geschlechts der Herren von Kröcher: aus Urkunden, Archivalien, und Familiennachrichten. Berlin 1852[21]
- Geschichte einer altmärkischen Familie im Laufe der Zeiten von ihrem Anfange bis zur Gegenwart. Nach Urkunden und Familienpapieren bearbeitet von ihrem Mitgliede. Berlin 1854[22]
- Beiträge zur neuern Geographie von Abissinien. Berlin 1855[23]

## Sekundärliteratur
- Wolfgang Ribbe: Klöden, Karl Friedrich von. In: Neue Deutsche Biographie (NDB). Band 12, Duncker & Humblot, Berlin 1980, ISBN 3-428-00193-1, S. 107 (Digitalisat).
- Köhler: Dr. Karl Friedrich von Klöden, weiland Direktor der städtischen Gewerbeschule zu Berlin. In: Schulblatt für die Provinz Brandenburg. 21. Jahrgang, Heft 5/6. Berlin (Wiegandt & Grieben) 1856. S. 259–289.
- Max Jähns: Jugenderinnerungen Karl Friedrichs von Klöden. Leipzig (Grunow) 1874. S. VII, 1–532.
- Maximilian Jähns: Karl Friedrich von Klöden. In: Allgemeine Deutsche Biographie. Band 16. München 1882. S. 203–208.
- Ernst Schreck: Karl Friedrich von Klöden: Gedenkblatt zum 21. Mai 1886. In: Evangelisches Schulblatt und deutsche Schulzeitung. 31. Band, Heft 2. Gütersloh (Bertelsmann) 1887. S. 41–56.
- Meyers Konversationslexikon: Karl Friedrich von Klöden. 4. Auflage. 9. Band. Leipzig/Wien 1885–1892. S. 851.
- Jahrbuch des Deutschen Adels. Band 2. Berlin (Bruer) 1898, S. 292–293.
- Gebhard Falk: Klöden, Karl Friedrich, Geograph und Historiker. In: Brandenburgisches Biographisches Lexikon. Hrsg. von Friedrich Beck und Eckart Henning. Verlag für Berlin-Brandenburg, Potsdam 2002, S. 226.